# Un sorriso come il tuo
Un sorriso come il tuo (A Smile Like Yours) è un film del 1997, diretto da Keith Samples.

## Trama
Danny e Jennifer sono una coppia felice, tuttavia quest'ultima desidera ardentemente un bambino. Poiché non riescono ad averlo, si rivolgono ad una clinica specializzata: ciò porta però i due a litigare, ed entrambi decidono di prendersi un periodo di riflessione riguardo alla loro relazione; oltre a ciò, Jennifer inizia a sospettare che Danny la tradisca. Tempo dopo, riescono comunque a riappacificarsi e decidono di non forzare la nascita di un bambino. Nell'epilogo della storia, ambientato due anni dopo, vengono mostrati Danny e Jennifer, che sono riusciti ad avere tre bambini.

## Accoglienza e distribuzione
Distribuito dal 22 agosto 1997 da Paramount Pictures, il film è stato un flop al botteghino: a fronte di 18 milioni di dollari di budget, ne ha incassati poco più di 3 (3,330,352) in cinque settimane di proiezione. Rotten Tomatoes dà al film il 6% di freschezza, basato su 35 recensioni.
In Italia il film viene trasmesso per la prima volta il 26 settembre 2006 su Canale 5, direttamente in televisione; non esistono edizioni home video della pellicola.

## Riconoscimenti
- 1997 – Razzie Awards
  - Candidatura per la peggior attrice a Lauren Holly